# Rauia prancei
Rauia prancei är en vinruteväxtart som beskrevs av W.A. Rodrigues & M.F. Silva. Rauia prancei ingår i släktet Rauia och familjen vinruteväxter. Inga underarter finns listade i Catalogue of Life.